# ساهاک دوم باگراتونی
ساهاک دوم باگراتونی (ارمنی: Սահակ Բ Բագրատունի؛ درگذشته ۴۸۲ میلادی) نجیب‌زاده ارمنی از دودمان باگراتونی که سمت مرزبانی ارمنستان ساسانی را بین سال‌های ۴۸۱ تا ۴۸۲ برعهده داشت. وی در سال ۴۸۲ میلادی کشته شد.